# Ÿ

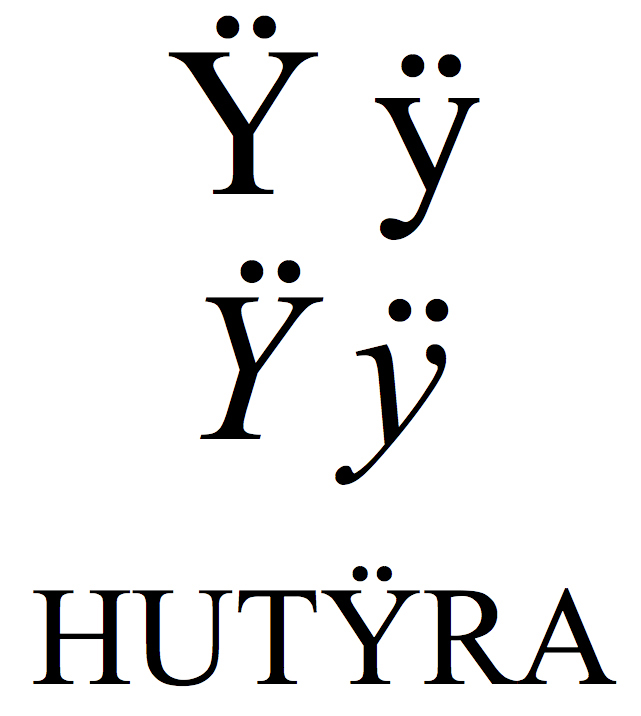
Písmeno Ÿ a maďarský nápis Hutÿra

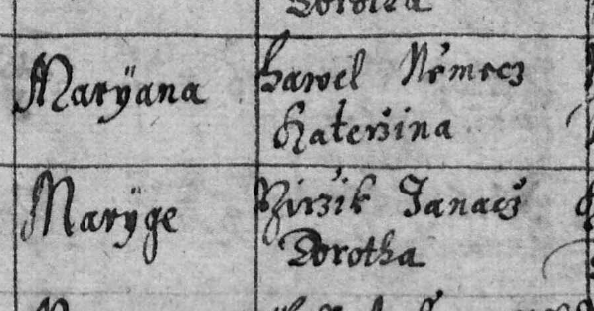
Použití písmena Ÿ v matrice města Třebíče z roku 1653

Čtyři způsoby, jak v nizozemštině napsat spřežku ij. Jedním z nich je právě ÿ.

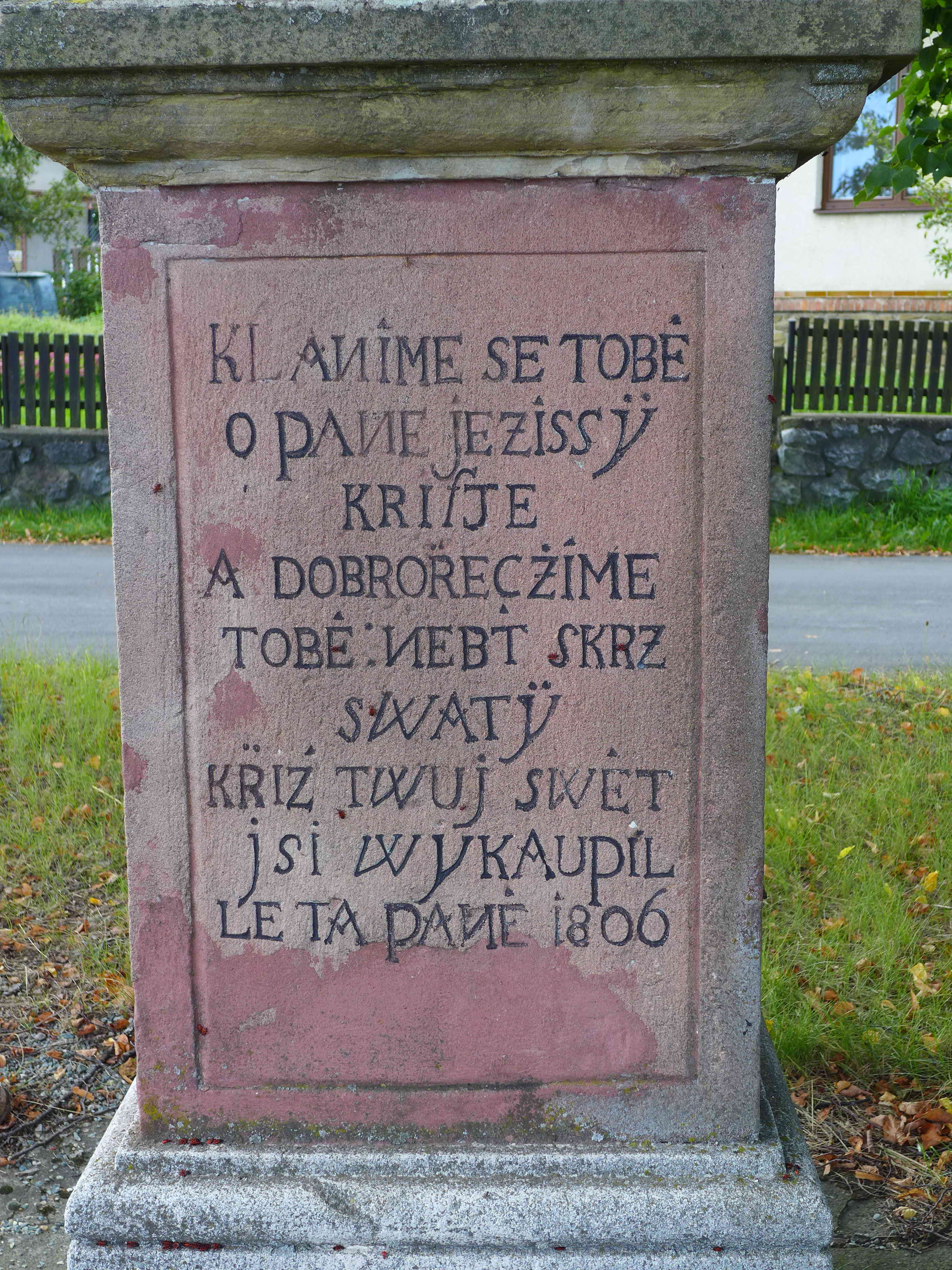
Text na kříži ve vesnici Housko, který obsahuje písmeno Ÿ

Ÿ (minuskule ÿ) je speciální písmeno latinky. Skládá se z písmene Y a přehlásky. Používá se ve francouzštině, hauštině, jorubštině a malgaštině. V němčině, nizozemštině, maďarštině a češtině je písmeno Ÿ zastaralé.

## Použití písmene Ÿ

### V češtině
V češtině se písmeno Ÿ již nevyskytuje. V minulosti se ovšem vyskytovalo v bratrském pravopisu, používaném do pravopisné reformy v roce 1842. Proto je písmeno přítomné ve velkém množství starých českých textů. Označovalo spřežku ij.

### Ve francouzštině
Ve francouzštině se písmeno ÿ dává tam, kde je y součástí spřežky, ale když se y nahradí ÿ, tak se spřežka nečte jako spřežka (podobně jako u písmen Ï a Ë). Toto písmeno se používá zřídka, můžeme ho například najít v názvu města Freÿr v Belgii.

### V němčině
Písmeno Ÿ se v němčině již nepoužívá. Hojně se používalo například v rané nové horní němčině. V němčině se ÿ četlo jako aj (například slovo frei se psalo jako frÿ). V alemánštině se ÿ četlo jako i. Dnes se ÿ používá v několika německých příjmeních (například: von Croÿ, Ferrarÿ, Deboÿ, Meÿer a Weÿer).

### V klasické řečtině
Vzácně se ÿ mohlo objevit též v klasické řečtině (například v perském jméně Artaÿktes).

### V maďarštině
V maďarštině je písmeno ÿ zastaralé, y se používá pouze ve spřežkách (například ny se čte jako ň, ly se čte jako j). Ÿ tady mělo stejnou funkci jako ve francouzštině, ÿ se četlo jako i. Například ve slově hutÿra (dnes psáno jako hutira, hutyra by se četlo jako huťra).

### V nizozemštině
Oficiálně se Ÿ v nizozemštině nevyskytuje, ale někdy se plete se spřežkou ij (čte se jako ej). Ÿ se však někdy napíše namísto ij v textech psaných rukou a velmi výjimečně také v dalších textech.

### Další použití
Písmeno ÿ má ve svém názvu americká metalová skupina Queensrÿche.

## Unicode
V Unicode mají písmena Ÿ a ÿ tyto kódy:
-Ÿ U+0178
-ÿ U+00FF

## Další varianty Ÿ
Kromě klasického Ÿ existuje ještě Ÿ s čárkou (Ÿ́).